# Fucile a canne mozze

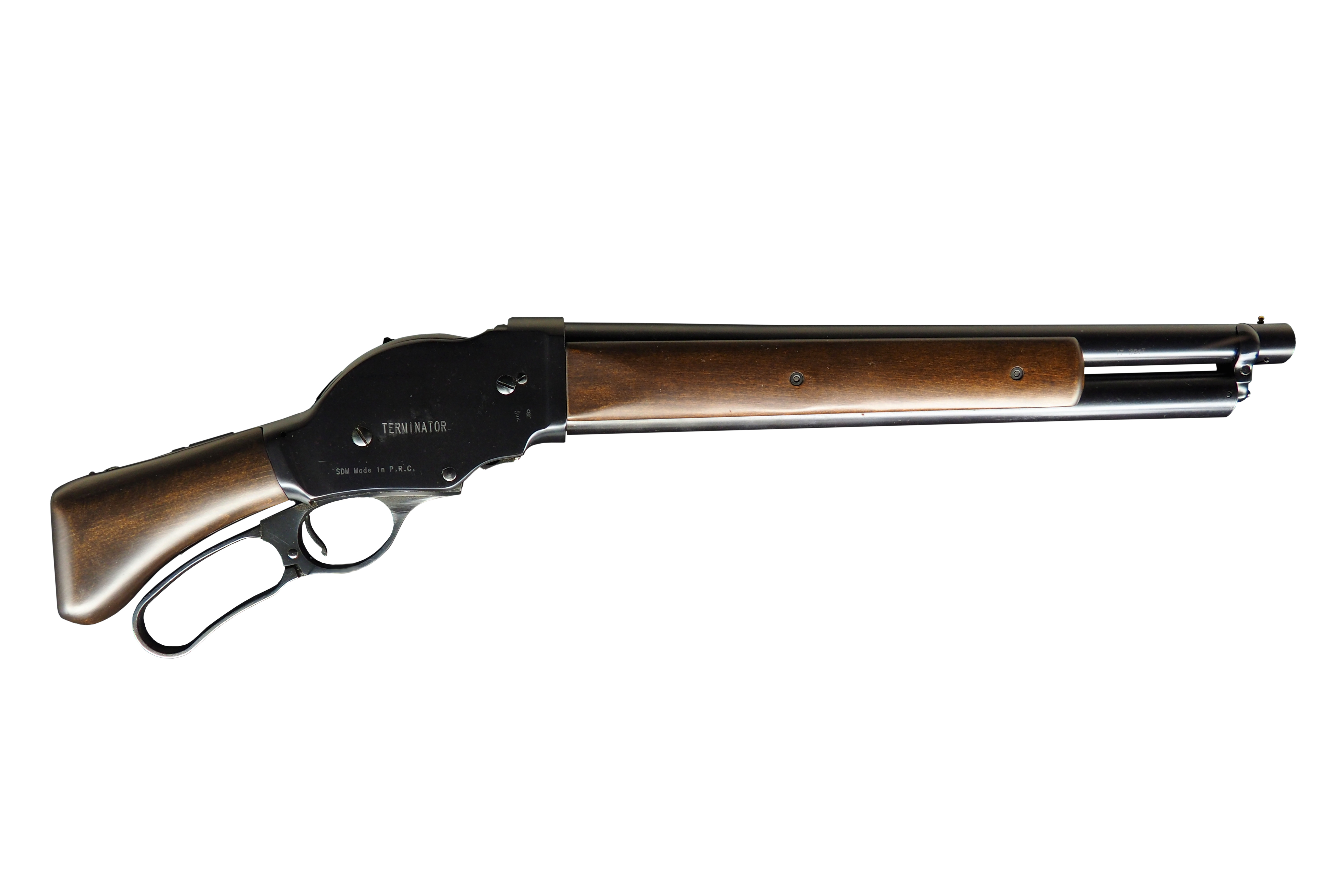
Fucile a canne mozze (Winchester 1887) utilizzato nel film Terminator 2 - Il giorno del giudizio

Un fucile a canne mozze è un fucile da caccia a canne lisce accoppiate (doppietta o sovrapposto) a cui sono state mozzate le canne e, in genere, di cui è stato anche modificato il calcio. Tali accorgimenti servono a contenerne la lunghezza in modo da poterlo utilizzare più facilmente tra la vegetazione. 
Essendo a canne lisce senza rigatura, utilizza cartucce a pallini, a pallettoni o a palla singola asciutta. In Italia questa tipologia di fucile viene detta anche lupara. Utilizza cartucce caricate con pallettoni da 6 millimetri, tecnicamente un munizionamento spezzato N.7/0.
Negli anni 1930, negli Stati Uniti, Regno Unito e Canada resero obbligatorio avere un porto d'armi per possedere queste armi da fuoco. I fucili a canne mozze sono soggetti a restrizioni legali a seconda della giurisdizione. Essi vengono adoperati anche in uso militare e dalla polizia di tutto il mondo.

## Caratteristiche
Sotto il profilo balistico (riguardo dispersione dei pallini, che, distanziandosi anticipatamente, consentirebbero di colpire più bersagli in un solo colpo, o un bersaglio solo in più punti) le armi a munizionamento spezzato garantiscono il maggior effetto lesivo e di conseguenza il maggior potere d'arresto quando tutti i pallini (o pallettoni) raggiungono il bersaglio con la maggiore densità possibile, creando quindi un'unica cavità di grossa entità e scaricando tutta l'energia sullo stesso punto o organo interno. 
Questo effetto solitamente viene garantito da una maggiore lunghezza o strozzatura delle canne, ma nel caso delle lupare a uso criminale l'accorciamento delle canne non va a influire sull'effetto lesivo, in quanto in questi casi gli ingaggi avvengono a distanze considerevolmente inferiori a quelle della caccia. Il fucile a canne mozze risulta, invece, alquanto facile da occultare sotto gli indumenti. A questo scopo gli viene solitamente mozzato anche il calcio.